# Portoryko
Portoryko (hiszp. i ang. Puerto Rico – w j. pol. „bogaty port”), oficjalnie Wspólnota Portoryka, Wolne Stowarzyszone Państwo Portoryko (hiszp. Estado Libre Asociado de Puerto Rico, ang. Commonwealth of Puerto Rico) – terytorium zorganizowane nieinkorporowane Stanów Zjednoczonych o statusie „wspólnoty” (ang. commonwealth), leżące na wyspie o tej samej nazwie i kilku mniejszych w Ameryce Środkowej, na Morzu Karaibskim.

## Geografia

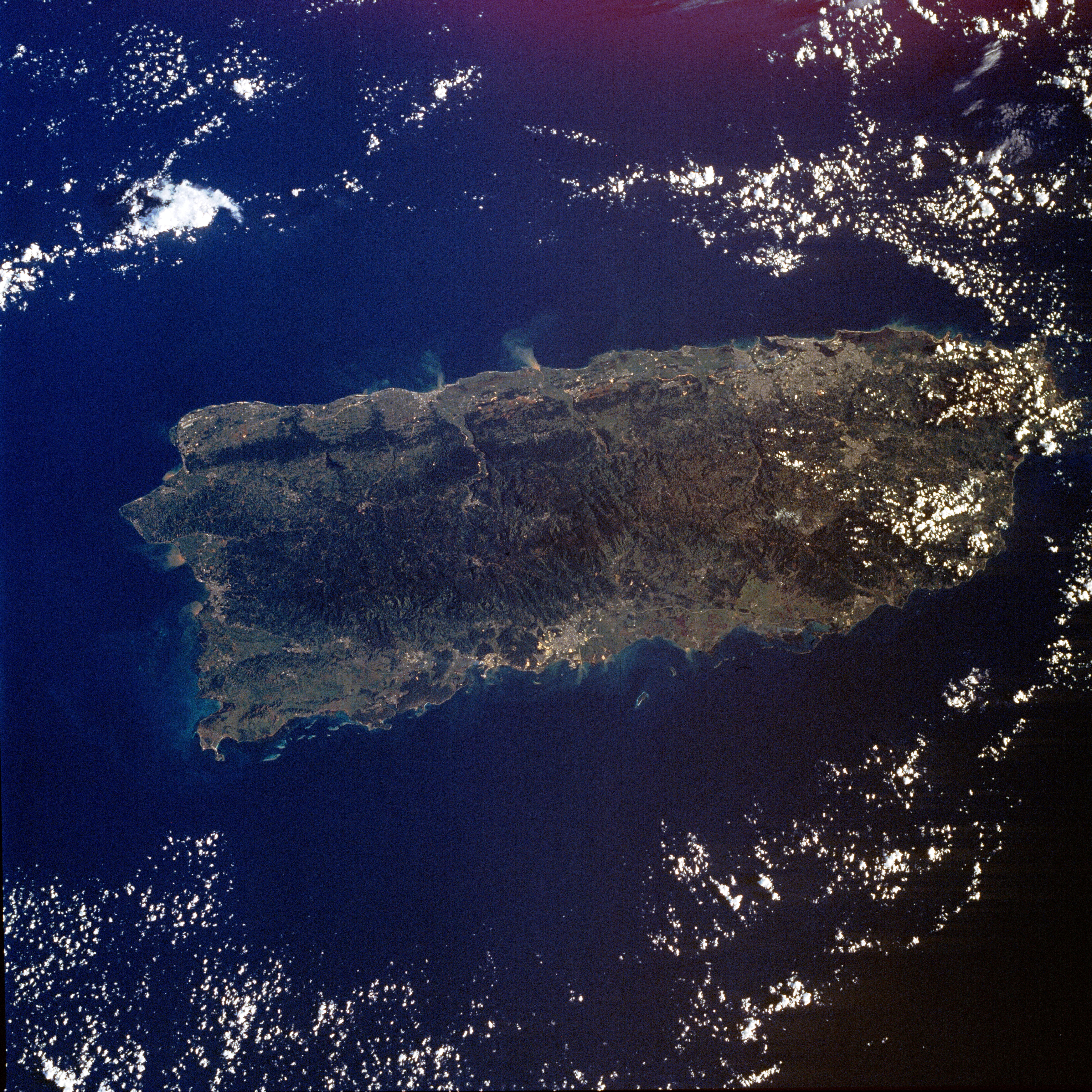
Zdjęcie satelitarne wyspy

Portoryko należy do geologicznej struktury Wielkich Antyli. Obszar wyspy zajmują sfałdowane w czasie orogenezy alpejskiej Cordillera Central z najwyższym szczytem kraju – Corro de Punta (1338 m n.p.m.), oprócz tego pasma na wyspie rozciągają się Sierra de Luqillo i Sierra de Cayey. Portoryko leży w strefie klimatu podrównikowego wilgotnego, który kształtuje północno-wschodni pasat. Średnia roczna temperatura wynosi 26 °C, a opady są zróżnicowane i wynoszą od około 1000 mm do nawet 4000 mm i są nierównomiernie rozłożone w ciągu roku. Roślinność wyspy jest w znacznym stopniu wyniszczona, lasy tropikalne zajmują niewielki obszar wyspy. Fauna należy do antylskiej krainy netropikalnej i jest bogata pod względem gatunkowym.

## Historia
Wyspa Puerto Rico w okresie prekolumbijskim zamieszkiwana była przez Arawaków. Dla Europy odkrył ją w 1493 roku Krzysztof Kolumb. W 1508 roku rozpoczęło się osadnictwo hiszpańskie, które wyparło rdzenną ludność. Od 1518 roku sprowadzano do pracy niewolników z Afryki. Pod koniec XVI wieku udaremniono kilka prób przejęcia wyspy przez Holandię i Wielką Brytanię. Od XVII wieku rozwinęły się uprawy plantacyjne, szczególnie intensywne w drugiej połowie XIX wieku, aż do zniesienia niewolnictwa w 1873 roku. W latach 1810–1830 istotny napływ ludności hiszpańskiej (kreolskiej) z krajów Ameryki Południowej okresu walki o niepodległość. Pod koniec XIX wieku uaktywnił się ruch niepodległościowy. W odpowiedzi na jego żądania w 1897 roku Hiszpanie nadali wyspie szeroką autonomię. W 1898 roku, po wojnie amerykańsko-hiszpańskiej, kraj trafił w ręce Stanów Zjednoczonych. W 1917 roku przyznano wyspie autonomię, a jej mieszkańcy otrzymali obywatelstwo amerykańskie. W 1946 roku na stanowisko gubernatora wybrany został pierwszy rodowity Portorykańczyk, Luis Muñoz Marín. Od 1948 roku kolejnych gubernatorów wybiera się w powszechnych wyborach. W 1950 roku wybuchło nieudane powstanie niepodległościowców. W 1952 roku Portoryko uzyskało status państwa stowarzyszonego. Od końca lat 60. XX wieku nasiliły się wewnętrzne spory o wybór niepodległości lub przekształcenie kraju w stan USA. Od lat 70. XX wieku działały Ludowa Armia Boricua i Siły Zbrojne Wyzwolenia Narodowego. Te nacjonalistyczne (a zarazem lewicowe) ruchy przeprowadziły szereg antyamerykańskich działań zbrojnych, których szczególne natężenie miało miejsce w latach 70. i 80. W 1993 roku w referendum Portorykańczycy zadecydowali o utrzymaniu dotychczasowego statusu politycznego. W 2017 odbyło się piąte z kolei od 1952 referendum w sprawie statusu wyspy, w którym 97% obywateli przy frekwencji 23% opowiedziało się za pełnym przyłączeniem do Stanów Zjednoczonych. 3 listopada 2020 odbyło się kolejne (szóste) referendum z pytaniem „Czy Portoryko powinno być natychmiast włączone do Unii jako stan?”. 52 procent głosujących odpowiedziało „tak”. Decydujący głos w sprawie zmiany statusu Portoryko ma jednak Kongres USA, który nie jest w żaden sposób związany wynikiem referendum.
W maju 2022 r. członkowie Kongresu sponsorujący konkurencyjne projekty ustaw dotyczące rozwiązania problemu statusu terytorialnego Portoryko i jego relacji ze Stanami Zjednoczonymi zebrali się, aby wprowadzić nowe przepisy łączące oba te aspekty. Projekt ustawy stanowił, że plebiscyt w celu rozstrzygnięcia statusu politycznego Portoryko odbędzie się 5 listopada 2023 roku.

## Demografia
99% mieszkańców wyspy to Latynosi. Pod względem rasowym 75,8% mieszkańców to biali, 12,4% czarni, pozostali 8,5% a ludzie o mieszanym pochodzeniu etnicznym 3,3%. Rodowici mieszkańcy określani są jako Boricua.

## Ustrój polityczny
Portoryko jest jednym z terytoriów nieinkorporowanych Stanów Zjednoczonych. Jego mieszkańcy są obywatelami USA i mogą się dowolnie osiedlać na terytorium Stanów. Wówczas automatycznie nabywają prawa głosowania w wyborach prezydenckich, stanowych i lokalnych. W Izbie Reprezentantów wyspę reprezentuje jeden wybierany na czteroletnią kadencję delegat (zwany Resident Commissioner of Puerto Rico), który nie ma prawa głosu w izbie. Portorykanie wybierają natomiast w prawyborach prezydenckich przedstawicieli na ogólnokrajowe konwencje Partii Demokratycznej i Republikańskiej.
Sytuacja polityczna wyspy jest do pewnego stopnia prowizoryczna. Pomimo nazwy „Wolne Państwo Stowarzyszone Portoryko” (Estado Libre Asociado de Puerto Rico) nie jest to państwo stowarzyszone z USA w tym znaczeniu co Mikronezja, Palau czy Wyspy Marshalla, mające prawo swobodnego rozwoju stosunków międzynarodowych. Jest zorganizowanym terytorium nieinkorporowanym o statusie „wspólnoty” (ang. commonwealth) – zależne od USA, o dużej – odpowiadającej terytorium stowarzyszonemu – autonomii wewnętrznej. Mieszkańcy nie płacą federalnych podatków od dochodów wytworzonych na wyspie.
Część mieszkańców wyspy domaga się pełnej niepodległości, bądź choćby na prawach rzeczywistego państwa stowarzyszonego. Inni z kolei opowiadają się za pełną integracją ze Stanami Zjednoczonymi poprzez przekształcenie wyspy w kolejny amerykański stan. W wyniku referendum przeprowadzonego w 2012 roku mieszkańcy terytorium większością 54% głosów opowiedzieli się za przekształceniem go w 51. stan, przy czym wynik głosowania był kontrowersyjny m.in. z powodu wielu nieważnych głosów. Kolejne referendum w 2017 przyniosło zwycięstwo głosujących za przekształceniem w stan, jednak przy frekwencji poniżej 25%. Referendum z 2020 potwierdziło niewielką przewagę zwolenników 51 stanu. Ewentualna inkorporacja wymagałaby zgody amerykańskiego Kongresu zgodnie z artykułem IV Konstytucji Stanów Zjednoczonych.

## Ochrona środowiska
Zróżnicowany klimat i ukształtowanie terenu czynią z wyspy znakomite miejsce dla różnych ekosystemów. W kraju znajdują się
Park Narodowy El Yunque oraz Rezerwat Biosfery Guánica, do którego należą namorzyny i rafy koralowe.

## Gospodarka
PKB na jednego mieszkańca Portoryko w 2021 roku wynosił 32 640,71 USD, a struktura PKB kształtowała się następująco:
- Rolnictwo: 1%
- Przemysł: 45%
- Usługi: 54%

Gospodarka znajduje się pod całkowitą kontrolą Stanów Zjednoczonych. W latach 70. rząd USA wprowadził zwolnienia podatkowe dla przedsiębiorstw, które zainwestują na wyspie. W efekcie do Portoryko przeniosło produkcję wiele przedsiębiorstw (m.in. farmaceutycznych). Po wygaśnięciu ulg wiele firm zlikwidowało swoje zakłady, spowodowało to spadek liczby miejsc pracy w przemyśle o połowę. Obecnie ponad 40% Portorykańczyków żyje poniżej poziomu ubóstwa.

## Emisja gazów cieplarnianych
Emisja równoważnika dwutlenku węgla z Portoryko wyniosła w 1990 roku 4,517 Mt, z czego 2,064 Mt stanowiła emisja dwutlenku węgla. Emisja metanu osiągała podobny poziom, a emisja podtlenku azotu była stosunkowo mała. W przeliczeniu na mieszkańca emisja wyniosła wówczas 0,587 t dwutlenku węgla, a w przeliczeniu na 1000 dolarów PKB 26 kg. Od tego czasu emisje wahają się, choć raczej rosną. Głównym źródłem emisji przez cały czas była energetyka. W 2018 emisja dwutlenku węgla pochodzenia kopalnego wyniosła 3,176 Mt, a w przeliczeniu na mieszkańca 0,868 t i w przeliczeniu na 1000 dolarów PKB 28 kg.

## Religia
Struktura religijna według Pew Research Center w 2014 roku:
- katolicy – 56%
- protestanci – 33%
- niestowarzyszeni – 8%
- inne religie – 2%.

Dane Operation World w 2010 roku:
- katolicyzm – 67,2%
- protestantyzm i niezależne kościoły – 25,4% (w większości zielonoświątkowcy, ale także baptyści, metodyści, uświęceniowcy, adwentyści dnia siódmego i inni)
- bez religii – 3,8%
- Świadkowie Jehowy – 0,6%
- mormoni – 0,5%
- inne religie – 2,5%.